# Comerio
Comerio (lombardul: Cumer) település Olaszországban, Varese megyében. Lakosainak száma 2799 fő (2023. január 1.). Comerio Castello Cabiaglio, Cuvio, Gavirate és Barasso községekkel határos.

## Népesség
A település népességének változása:
| Lakosok száma | 2843 | 2904 | 2799 |
|               | 2017 | 2018 | 2023 |